# Provincia de Uíge
Uíge es una de las 21 provincias en que se encuentra dividida administrativamente Angola. 
La capital es Uíge.

## Municipios con población estimada en julio de 2018
- Ambuíla 20,304
- Bembe 36,931
- Buengas 64,155
- Bungo 41,636
- Cangola 60,199
- Damba 74,492
- Maquela do Zombo 142,720
- Milunga 56,699
- Mucaba 49,280
- Negage 154,147
- Puri 42,484
- Quimbele 152,965
- Quitexe 38,435
- Sanza Pombo 76,639
- Songo 69,125
- Uíge 581,835

## Geografía
Tiene un área de 58.698 km² y una población de aproximadamente 2 597 682 habitantes, 837 000 en julio de 1991

## Municipios
Esta provincia comprende los siguientes 16 municipios y 31 comunas:
- Uíge (Carmona), sede
- Ambuíla (Nueva Caimpemba): 
  - Quipedro.
- Songo:
  - Quinvuenga.
- Bembe: 
  - Lucunga,
  - Quimaria.
- Negage:
  - Dimuca,
  - Kisseque.
- Bungo.
- Maquela de Zombo, antigua sede:
  - Quibocolo,
  - Béu,
  - Cuilo Futa,
  - Sacandica.
- Damba:
  - Nsosso
  - Lemboa,
  - Camatambo,
  - Petecusso.
- Cangola, o Alto Cuale:
  - Cayongo,
  - Bengo.
- Sanza Pombo:
  - Alfândega,
  - Cuilo Pombo,
  - Uamba.
- Quitexe:
  - Aldeia Visosa,
  - Vista Alegre,
  - Cambamba.
- Quimbele:
  - Icoca,
  - Cuango,
  - Alto Zaza.
- Milunga: 
  - Macocola,
  - Macolo,
  - Massau.
- Puri.
- Mucaba:
  - Uando.
- Buengas:
  - Buenga del Sur,
  - Cuilo Cambozo.

## Historia
Desde 1877 forma parte del Congo Portugués que incluía la Cabinda y los territorios situados entre los ríos Loge, Zaire y Kuango. El 14 de julio desembarca su primer gobernador, Neves Ferreira. En 1917 la sede se traslada de Cabinda a Maquela de Zombo. En 1961 se crea el distrito de Uige, con sede en Carmona que perdura durante la colonización portuguesa hasta 1975.
Esta provincia fue una de las más castigadas por la guerra civil que azotó Angola durante 26 años. Grandes porciones de la población fueron desplazados y sus infraestructuras están seriamente dañadas.

## Sanidad
En octubre de 2004 comenzó la peor epidemia por fiebre hemorrágica de la historia debido al virus de Marburgo (el cual era muy desconocido entonces), parecido al virus Ébola, infectando en su mayoría a niños.